# Визига

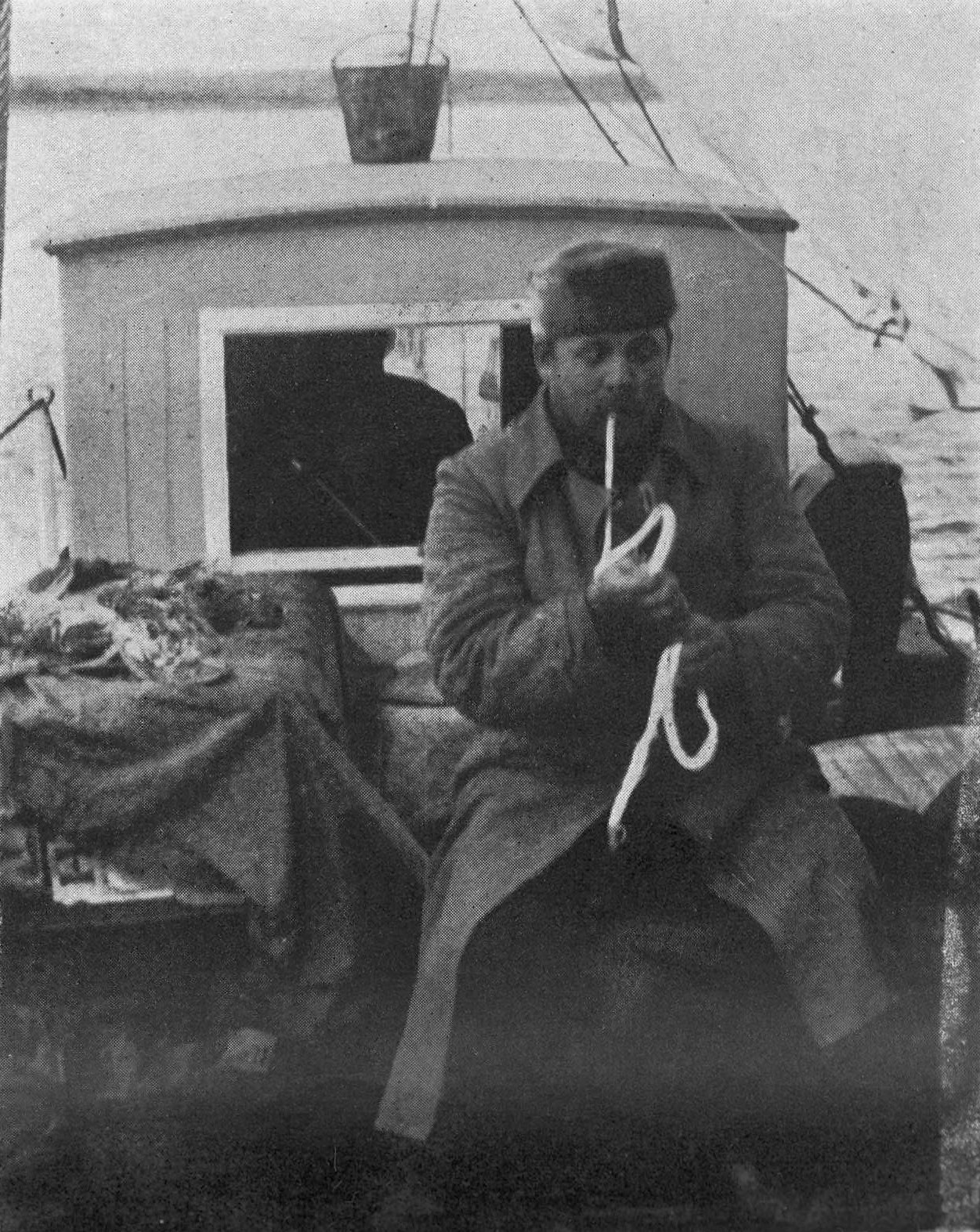
Капітан судна «Омуль» їсть визигу. Фото Ф. Нансена, Єнісей, 1913.

Визи́га (від рос. визига, вязига, пор. укр. виз, пол. wyz — «шип» або «білуга») — назва хорди осетрових риб, вживаної в їжу. Відомо, що хорда, яка в інших риб існує тільки на зародковій стадії, в осетрових зберігається все життя у вигляді тяжа з пухирчасто-клітинної тканини, з хрящовими включеннями (верхні і нижні дуги).

## Отримання
Визигу отримують таким чином: розпластавши рибу, роблять невеликий розріз в області хребта, піддівають визигу і витягають її повністю у вигляді довгої стрічки. Обмивши її, відділяють неїстівний верхній м'якохрящуватий шар (оболонку хорди), притискуючи визигу до твердої поверхні. Потім визигу просушують на повітрі (колись для цих цілей використовували конструкції у вигляді башточок з бочок, у дощатих стінках яких залишені шпари у 2 дюйми завширшки). Після просушування стрічки зв'язували в пучки для продажу: білужу визигу — по 12 штук, осетрову, сомову і севрюжу — по 20 штук.
Визигу використовували для приготування начинки пирогів, кулеб'як. Для цього її відварювали у воді, внаслідок чого вона сильно розбухала, потім нею наповняли пироги, як у чистому вигляді, так і в суміші з іншою рибою.
У XIX ст. визигу заготовлювали на рибних промислах Каспійського й Азовського морів. Ціна її сягала в Астрахані до 34—36 рублів за пуд, у Петербурзі — близько 40 рублів за пуд.